# Siphocrocuta trinidadensis
Siphocrocuta trinidadensis là một loài ruồi trong họ Tachinidae.